# Искусство азербайджанских ашугов

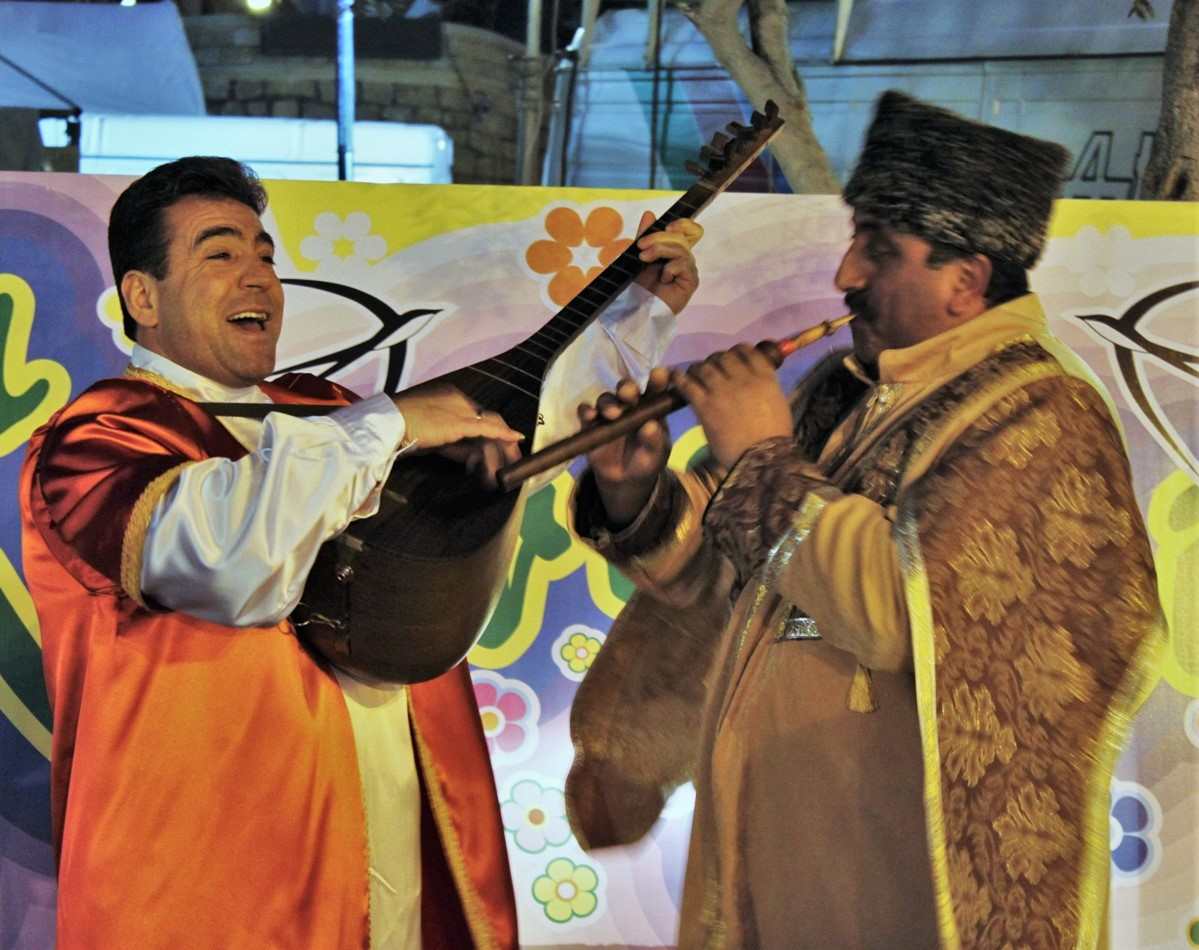
Ашуги на празднике Новруз в Баку

Иску́сство азербайджа́нских ашу́гов (азерб. Azərbaycan aşıq sənəti) — совокупность поэзии, искусства рассказывания историй, танцев и вокальной инструментальной музыки азербайджанских ашугов. Ашуги в Азербайджане издавна названы «Эль анасы» (азерб. El anası — «Мать народа»), так как всегда выражали чаяния народа, защищали свободу любви, пели о преданности родине. Искусство азербайджанских ашугов считается символом национальной идентичности и хранителем азербайджанского языка, литературы и музыки.
В 2009 году на четвёртой сессии Комитета по защите нематериального наследия ЮНЕСКО в Абу-Даби (ОАЭ) искусство азербайджанских ашугов было включено в репрезентативный список Нематериального культурного наследия ЮНЕСКО.
Ашугское творчество, по своей основе являющееся свободным, отличается весьма широким и разнообразным содержанием. Ашугское искусство включает в себя эпические дастаны, песни, воспевающие свободу и героизм народа, а также сатирические и юмористические песни, в которых воспеваются дружба и любовь. Ашугское искусство является синтетическим искусством, ашуг сам пишет стихи, сочиняет музыку, играет на сазе и сам же танцует. Часто исполнение ашуга сопровождает исполнитель на балабане и ансамбль духовых инструментов, но основным музыкальным инструментом ашуга является саз.
Наиболее распространенным жанром ашугского творчества является дастан, в частности, героико-эпические дастаны. В дастанах вокально-инструментальные части чередуются фрагментами диалога в стихах.
Особо известен дастан об азербайджанском народном герое XVI столетия, Кёроглу, выступавшем против феодалов и иноземных захватчиков. В этом дастане есть несколько песен, которые посвящены воспеванию подвигов Короглу. К ним относятся песни «Короглу дженгиси», «Атлы Короглу», «Пияда Короглу», «Короглу» и др. Песня «Мисри» на тему героизма часто исполняется во время диалога ашугов. В таком диалоге могут участвовать два, три и даже четыре ашуга, которые импровизируют на определённую тему.

## Этимология
В современном энциклопедическом словаре отмечается. что слово «ашуг» происходит от арабского и тюркского «ашуг» — «влюблённый». В большой энциклопедическом словаре указано, что «ашуг» также с тюркского означает «влюблённый».
Считается также, что слово «ашуг» имея арабское происхождение, изначально означало «страстно любящий, пылающий любовью к божеству», затем оно перешло в тюркскую речь, а после в армянскую и грузинскую, уже со значением «певца-поэта».  Среднеазиатский тюркский поэт-мистик XII века Ахмед Ясави в своём стихотворении «Влюблённые в правду» называл «ашиками» суфийских дервишей.

## История ашугского искусства
Ашугская традиция в азербайджанской культуре начинает развиваться с XV-XVI вв., когда жил и творил ашуг Гурбани, но само искусство имеет более древнюю историю, например озаны творили ещё в X—XI вв.
Озаны были огузскими сказителями и певцами, сопровождающими свои рассказы игрой на гопузе, и имеющие особое духовное влияние среди огузов. К известным памятникам озанов относится огузский героический эпос «Книга моего деда Коркута». В истории известны такие озаны, как Деде Коркут, Деде Аббас, Деде Ядигяр, Деде Гасым, Деде Керем (слово «деде» означало у огузов «духовный отец»). В XVII веке озаны окончательно ушли с исторической арены. Причиной этого считается усиление влияния ислама и его идеологии в тюрко-огузском обществе. Распространение арабского языка и литературы, и вообще культуры, направленной на идеи ислама, нарушало основы озанского искусства.
В эпоху Гурбани на смену озанам, сопровождающим свои выступления игрой на гопузе, пришли ашуги, поющие свои песни на сазе.

## Жанры ашугской музыки
Основные жанры национальной поэзии — гошма, дастан, устаднаме, а также их поэтические формы — герайлы, дивани, гошма, теджнис — наиболее любимые формы творчества ашугов.

### Гошма
Самая распространенная форма народного стихосложения. Количество слогов в «гошма» достигает одиннадцати. «Гошма» подразделяются на ряд подвидов: «гюзеллеме» — это форма при котором описывается природная красота или восхваление замечательных человеческих свойств от слова гюзель — красота; «кочаклама» — форма при котором происходит воспевание героических деяний или самих героев, «ташлама» — вид при котором критикуется общественные или человеческие пороки, «агыт» это поминальное песнопение.

### Дастан
Жанр, известный не только в восточной, но и западной поэзии (в том числе и народной). В «дастанах» ашуги повествуют о героических деяниях, любовных историях, важных исторических событиях. В стилистическом и слоговом отношениях во многом напоминают «кошма», однако отличаются от последних количеством четверостиший, тематикой, смыслом и музыкальной темой.

### Устаднаме
Традиционные темы состоят из песен-наставлений и песнен-нравоучений.

### Гюзеллеме
Гюзеллеме это один из подвидов «Гошма» в нём происходит описание природных красот или восхваление замечательных человеческих свойств.

## Исполнение

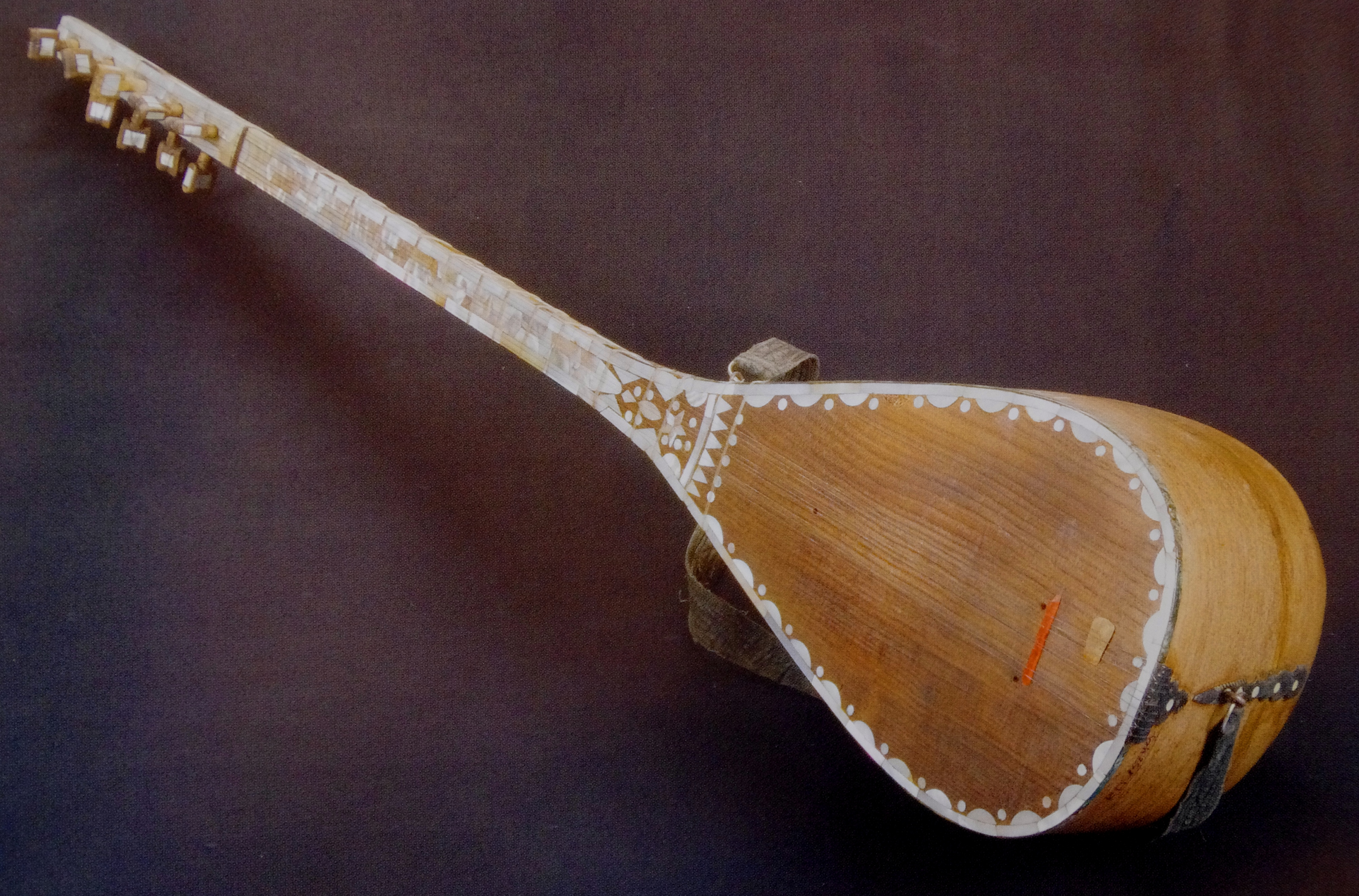
Саз — главный инструмент ашуга

У азербайджанских ашугов манеры исполнения отличаются по специфическим особенностям местного творчества. К примеру, ашуги, представляющие каждый из регионов Гянджа, Кельбаджар, Газах, Товуз, Борчалы, заметно отличаются своим индивидуальным мастерством и с особой стойкостью берегут традиции ашугского искусства. Часто исполнение ашуга сопровождает исполнитель на балабане и ансамбль духовых инструментов, но основным музыкальным инструментом ашуга является саз. Основные азербайджанские народные инструменты: тар, деф (в трио мугаматистов), саз (в творчестве ашугов), нагара, гоша-нагара (в праздничных обрядах).
По творческим способностям ашуги различаются:
- 1. Ашуг-поэт в народе «Уста ашуг» (ашуг-мастер) — сочиняет дастаны, каравелли, стихи, создает песни, поет и играет на сазе, исполнение сопровождает танцевальными движениями.
- 2. Ашуг-инструменталист. Распространяют произведения знаменитых ашугов, поют и играют на сазе, иногда пританцовывая.
- 3. Ашуг-рассказчик иногда выступает один (соло), аккомпанируя себе на сазе также ашуга может сопровождать дудукист, который, пританцовывая, движется рядом с ним.

Ашуги выступали не только соло, но и ансамблями, состоявшими обычно из четырёх исполнителей — ашуга, двух дудукистов и барабанщика. Ашугский ансамбль составляли также саз с балабаном и ударным инструментом.

### Репертуар

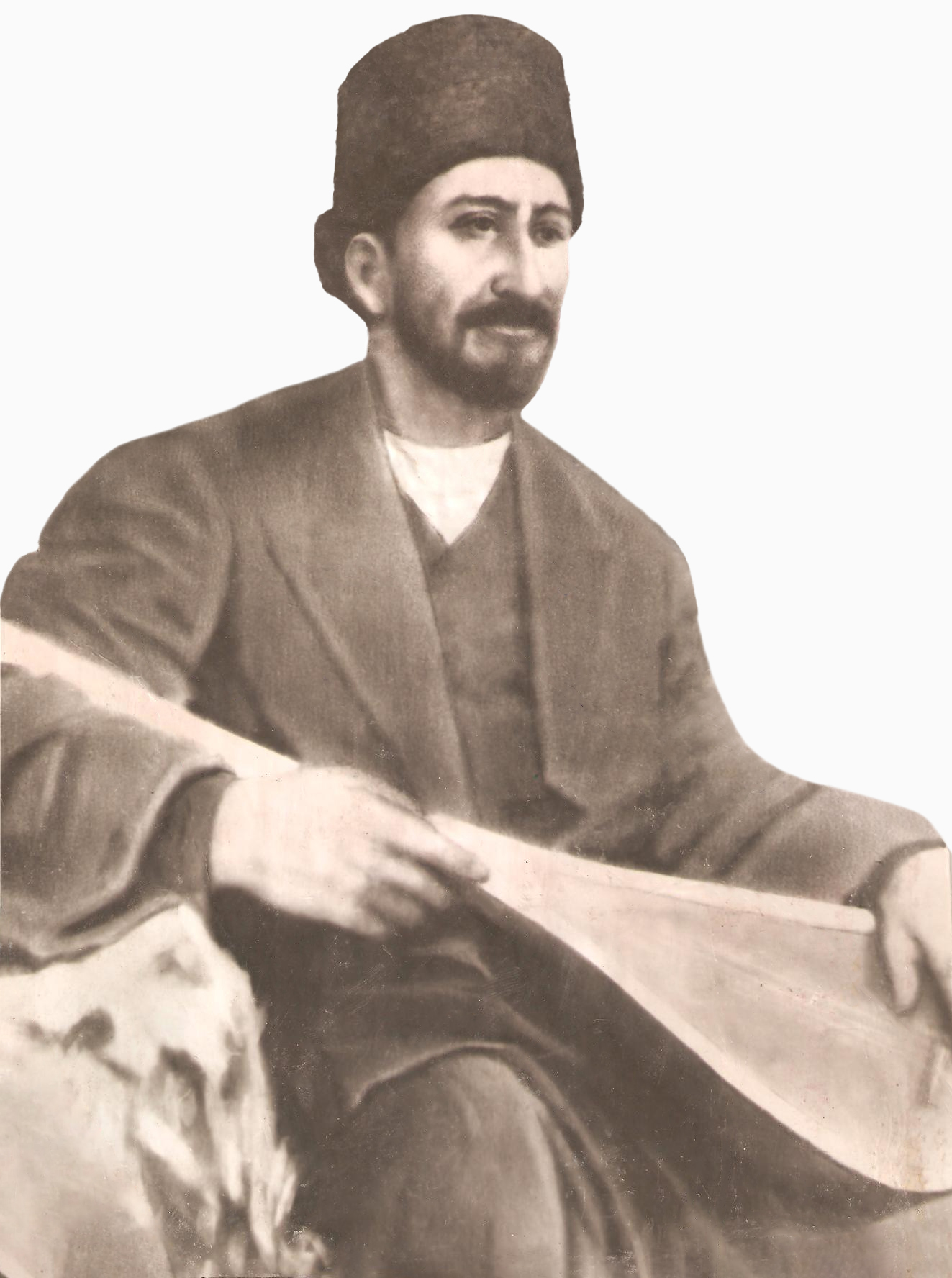
Ашуг Алескер, ашуг и сказитель XIX—XX вв.

Репертуар ашугов не ограничивается дастанами; он разнообразен по жанрам и очень конкретен по тематике, всегда заостренной социально.
Ашуги знают сказки (нагыл), любовно-лиряческие песни, песни-восхваления (гёзеллеме), песни нравоучительные (устаднамэ), сатирические. Ашуги сочиняют в таких поэтических формах, как пятистишье (мухеммес) и двустишье (дубэйт), а также широко пользуются стихом, построенным на фонемах, которые не требуют смыкания губ (додах-деймез). Многие ашуги помнили по 50—60 дастанов, десятки рассказов, повестей и сказок (например, знаменитый ашуг Алескер из Гокчи).
В прошлом ашуги выступали в чайханах, караван-сараях, на базарных площадях. В их репертуаре было много прекрасных
поэтических образцов. Напевы ашугов музыкально несложны, но являются ритмически чёткими. Эти напевы являются традиционными и передаются из поколения в поколение. При этом одни мотивы предназначаются только для героических стихов, другие — только для лирических. Манера исполнения одних и тех же напевов у разных ашугов различна и зависит от личного вкуса и темперамента. Наиболее распространенным жанром творчества ашугов является любовная лирика. Но самой интересной формой ашугского творчества является музыкально-поэтический турнир — дэйишмэ, участники которого (ашуги) состязаются в загадках, вопросах и ответах. При этом, если один из ашугов не смог ответить в стихотворной форме противнику или не сумел разгадать загадки, победитель имел право на саз побеждённого, а побеждённый тем самым лишался звания ашуга.

### Исполнители прошлого
В современном Азербайджане профессиональных ашугов разделяют на две категории: ашуги-исполнители и ашуги-поэты.
ашуги-исполнители, будучи профессиональными сказителями, не занимаются поэтическим творчеством. Благодаря своим индивидуальным способностям и тонкому пониманию специфики родного фольклора они вносят различного рода вариации и изменения в свои дастаны и сказания, особенно в их прозаические формы.
А ашуги-поэты, наоборот, наряду со сказительской деятельностью, занимаются ещё и поэтическим творчеством. В Азербайджане таких ашугов называют устадами, что в переводе с азербайджанского языка означает «выдающийся мастер». Устады имели свои школы, где обучали своих учеников азам ашугского творчества. К Устадам можно отнести таких одаренных поэтов, как Гурбани (XVI в.), Ашуг Аббас из Туфаргана (XVII в.), Хесте Касум (XVIII век), Ашуг Валех (XVIII в.), Ашуг Алескер (1821—1926), Ашуг Гусейн из Бозалгана (1875—1949,) Саят-Нова и многих других. Они оказали огромное влияние не только на ашугскую поэзию, но и на всю письменную литературу Азербайджана..
Среди азербайджанских ашугов было немало армян, в репертуаре которых было большое количество песен на азербайджанском языке, а некоторые из них и творили на этом языке, как, например, Авак Азарьян.

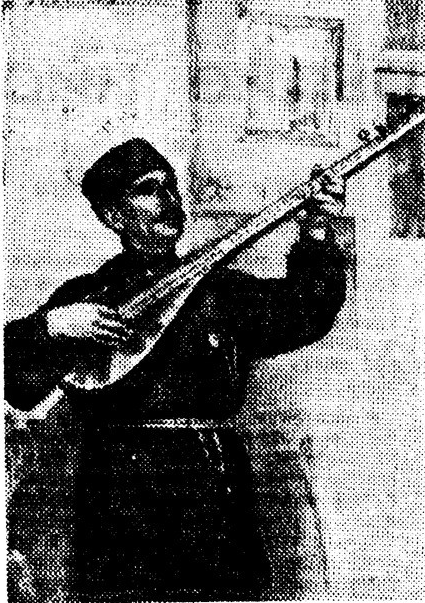
Ашуг Асад
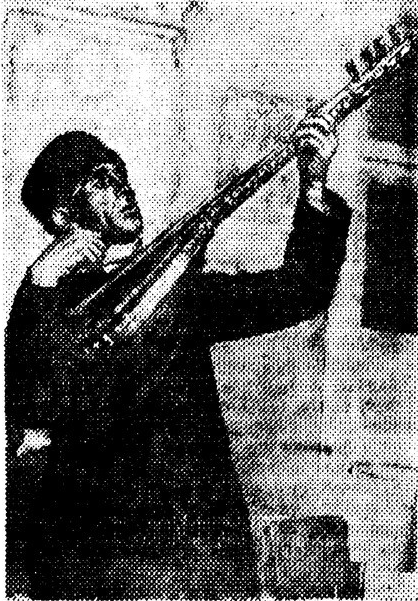
Ашуг Мирза
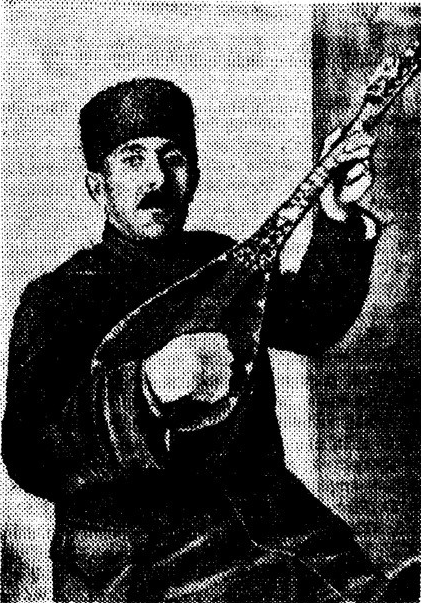
Ашуг Ислам
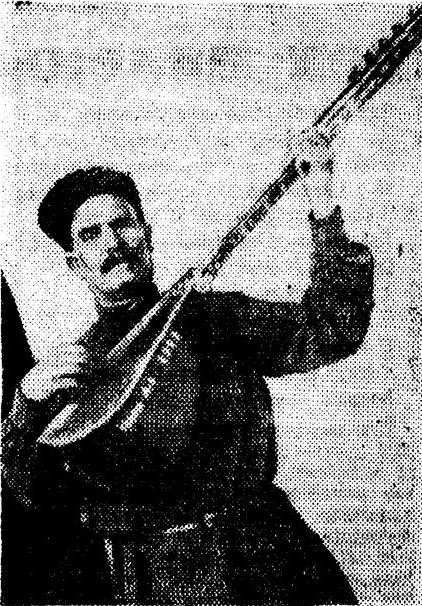
Ашуг Ибрагим

### Современные исполнители
В Азербайджане одним из самых знаменитых ашугов является депутат парламента Азербайджана выходец из Борчалы (Грузия) Зелимхан Ягуб. Среди известных современных ашугов можно назвать таких как Ашуг Зульфия, Ильхам Аслан, Али Товузлы и другие.

## Период железного занавеса
Начиная с 30-х годов ашугская музыка, как и вся народная музыкальная культура народов СССР, попадает под жесточайший контроль государства, и тем самым переживает свои наихудшие времена. На долгие годы перекрывается доступ азербайджанской национальной музыки на международную арену. В сознании людей ашугская музыка и мугам насильно утверждается как примитивное искусство, что, однако, не смогло понизить интерес большей части интеллигенции к устной музыкальной традиции.

## Возрождение ашугской музыки

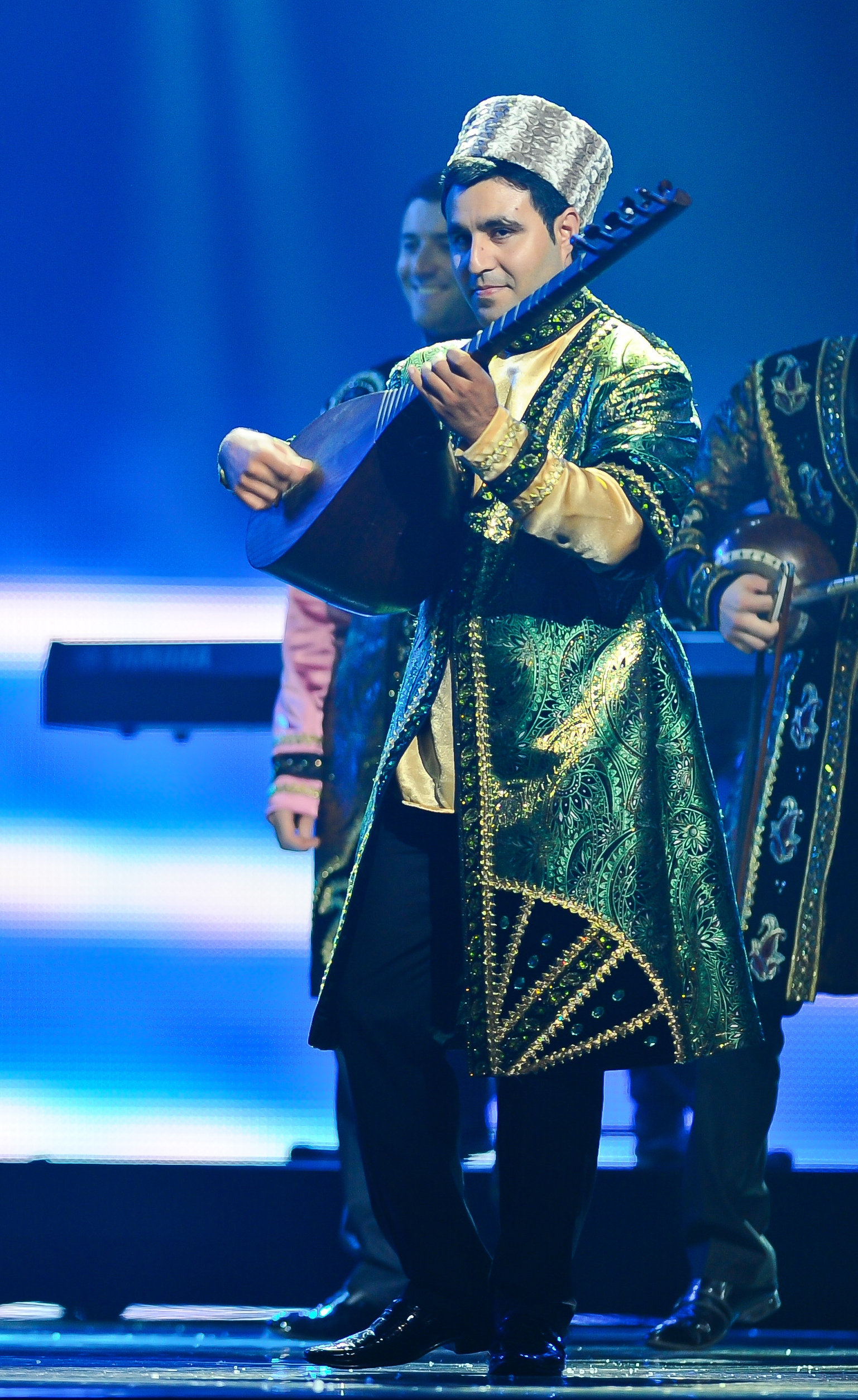
Ашуг с сазом во время фестиваля Евровидение 2012 в Баку

В семидесятых годах XX века мугам стал возрождаться благодаря усилиям ЮНЕСКО, под эгидой которого в 1971 году в Москве, в 1973 году в Алма-Ате и в 1978 и 1983 годах в Самарканде прошли первые международные симпозиумы и фестивали традиционной музыки.

### Фестивали ашугской музыки
В июле 2004 года во дворце культуры имени Узеира Гаджибекова города Сумгаит состоялся праздник ашугской музыки «Сазын, созюн сехриня гял !». Фестиваль был организован по инициативе городского отделения «Объединения ашугов республики» праздник удался на славу. На концерте выступали такие ашуги и поэты, как Али Товузлы, Ильхам Аслан, а также члены меджлиса «Пери гызлар» Тэлли Борчалы, Кямаля Губадлы. Они продемонстрировали высокое мастерство импровизации и знание фольклора.
Председателем сумгаитского отделения Объединения ашугов Азербайджана является поэтесса Ганира Мехтиханлы. В городе свыше 20 ашугов — профессионалов, увлеченных этим народным искусством. Они активно участвуют в пропаганде ашугской музыки, выступают с шефскими концертами на предприятиях, в воинских частях.

### Мировое признание
После обретения Азербайджаном независимости стала возможной пропаганда культуры Азербайджана в мире, для этого азербайджанским ашугам оказывается государственная поддержка и организуются гастроли по всему миру.
- В мае 2009 года в Лувре состоялся концерт азербайджанских ашугов при поддержке фонда Гейдара Алиева.[13]
- 2 февраля в Музейном центре состоялась презентация диска «Антология азербайджанской ашугской музыки».[14]
- В ноябре 2009 года азербайджанские ашуги выступили в городе Дербенте на музыкальном фестивале, в котором приняли участие музыканты из разных стран.[15]
- Осенью 2009 года в Лондоне в рамках дней Азербайджана в Великобритании на концерте также выступили азербайджанские ашуги.[16]
- Во Франции выходец из Азербайджана Фредрик Газахбейли создал музыкальную группу «Газах» и включил в её программу ашугскую музыку. Один из солистов группы француз Мелука Обри озвучил песню Микаила Азафлы «Аманды». Песни войдут в альбом «La fibre». Первый их альбом «Фото» включал синтез азербайджанской и французской национальной музыки.[13][15][17][18]
- В Турции в городе Сивасе на мероприятии памяти известного ашуга Русата выступили азербайджанские ашуги из Нахичевана. В рамках программы ашуги исполнили азербайджанские народные песни.[19]

## Список азербайджанских ашугов
- Ашуг Аббас Туфарганлы
- Ашуг Абдулла
- Ашуг Адалат
- Ашуг Азафлы
- Ашуг Алескер
- Ашуг Али
- Ашуг Алы Гызылвенкли
- Ашуг Арзу Гурбани
- Ашуг Арзу Мелек
- Ашуг Асад
- Ашуг Ахмед
- Ашуг Басти
- Ашуг Валех
- Ашуг Годжа
- Ашуг Гурбани
- Ашуг Гусейн Бозалганлы
- Ашуг Гусейн Сарачлы
- Ашуг Имран
- Ашуг Ислам
- Ашуг Кямандар
- Ашуг Лала
- Ашуг Молла Джума
- Ашуг Муса
- Ашуг Мустафа
- Ашуг Пери
- Ашуг Самира
- Ашуг Ханыш Пирбяхтикям[азерб.]
- Ашуг Шамшир
- Зарнигяр Дербендли
- Зелимхан Ягуб
- Килас Али-Оглы Магомедов
- Килас Киласов
- Мискин Мухаммед
- Ровшан Ибрагимзаде
- Сары Ашуг
- Фатали Великентский
- Халид Карадаглы
- Хесте Касум
- Шикесте Ширин